# Achalsopeli (Kachetia)
Achalsopeli – wieś w Gruzji, w regionie Kachetia, w gminie Kwareli. W 2014 roku liczyła 4158 mieszkańców.